# Günther Gillessen
Günther Gillessen (* 23. Oktober 1928 in Freiburg im Breisgau) ist ein deutscher Historiker, Publizist, ehemaliger Zeitungsredakteur und emeritierter Professor für Pressejournalismus.

## Leben
Gillessen wurde als Sohn des Augenarztes Peter Gillessen und dessen Frau Aenne, geb. Kremp in Freiburg geboren. Zu Beginn des Jahres 1944 wurde er als Luftwaffenhelfer eingezogen und legte 1948 am humanistischen Gymnasium in Karlsruhe das Abitur ab. Anschließend absolvierte Gillessen ein Volontariat bei der Badischen Zeitung. Er studierte Geschichte und Öffentliches Recht an den Universitäten in Freiburg, Lexington/Kentucky und Oxford. 1955 erlangte er mit seiner bei Clemens Bauer angefertigten Dissertation Hugo Preuß. Studien zur Ideen- und Verfassungsgeschichte der Weimarer Republik den Doktor der Philosophie an der Universität Freiburg, 1958 mit einer Arbeit über Lord Palmerstons Deutschland-Politik den Doktor der Philosophie der Universität Oxford (Dr. phil.). Seit 1958 war er als politischer Redakteur der Frankfurter Allgemeinen Zeitung (FAZ) tätig, hauptsächlich auf dem Gebiet der Außen- und Sicherheitspolitik.
Im Jahr 1986 veröffentlichte Gillessen Auf verlorenem Posten über die Frankfurter Zeitung im Dritten Reich. Das Buch wurde von Martin Broszat, Esther-Beate Körber, Bernd Sösemann und Hermann Rudolph kritisch besprochen. Sösemann stellte mangelnde Quellenkritik, forcierte Rechtfertigungsbemühungen, thematisch-konzeptionelle Enge und fehlenden Nuancenreichtum fest, durch den die Debatte eher emotionalisiert und Sachverhalte eher verzeichnet als geklärt worden seien.
Während des Historikerstreits sorgte Gillessens Rezeption der Arbeiten Viktor Suworows, eines Vertreters der Präventivkriegsthese, für Aufsehen. Am 20. August 1986 veröffentlichte Gillessen einen Leitartikel in der FAZ mit dem Titel Der Krieg der Diktatoren. Wollte Stalin im Sommer 1941 das Deutsche Reich angreifen?, in welchem er meinte, die These von einer sowjetischen Angriffsabsicht 1941 habe durch die Darlegungen Suworows „an Plausibilität gewonnen“ und könne die Deutschen zukünftig vor einer „besonderen Friedensschuld“ gegenüber der Sowjetunion bewahren. Gerd R. Ueberschär zufolge zeigt Gillessens Artikel „die bedenkliche Tendenz und bewußte Intention, aus politischen Gründen die historische Last des Hitlerschen ‚Unternehmens Barbarossa‘ umzudeuten, um sich letzten Endes davon völlig freimachen zu können.“
Im Zuge seiner Tätigkeit bei der FAZ verfasste Gillessen einen Artikel zu der umstrittenen Ausstellung „Vernichtungskrieg. Verbrechen der Wehrmacht 1941 bis 1944“ (der sogenannten Wehrmachtsausstellung) von Hannes Heer und Jan Philipp Reemtsma (FAZ vom 6. Februar 1996), die sich zum Ziel gesetzt hatte, mit dem Mythos von der „sauberen Wehrmacht“ aufzuräumen. Gillessen bestritt nicht im Geringsten die Verwicklung von Teilen des Ostheeres in die hauptsächlich von SS-Verbänden hinter der Front begangenen Massenverbrechen an der russischen Zivilbevölkerung, vor allem an Juden. Er kritisierte aber die seiner Ansicht nach reißerische Aufmachung der Ausstellung und nannte als Beispiele die aus seiner Sicht  mangelhafte Beweisführung und Beweiskraft der Fotos, das Fehlen von Namen, Orten, Zeitpunkten, die Verwechslung von Uniformen, Einseitigkeiten der Interpretation von Bildern, die auch andere Deutungen zuließen – bis hin zu dem Versuch, Offiziere der Verschwörung des 20. Juli 1944 mit Verbrechen der SS zu belasten, von denen sie amtliche Kenntnis erhielten, obwohl es gerade diese Verbrechen gewesen seien, die sie den Entschluss zum Widerstand fassen ließen. Gillessen war einer der ersten Kritiker der in seinen Augen wissenschaftlichen Wertlosigkeit dieser Ausstellung, deren Mängel Reemtsma schließlich zur vorläufigen Schließung der Ausstellung und einer Neueröffnung nach erfolgter Überarbeitung in einigen Punkten veranlasste.
Von 1978 bis 1994 hatte Gillessen eine neu geschaffene Professur für Pressejournalismus an der Johannes Gutenberg-Universität Mainz inne und war dort Leiter des Journalistischen Seminars. 1994 schied er altershalber auch aus der Redaktion der FAZ aus.

## Ehrungen
- 1973: Verdienstkreuz 1. Klasse der Bundesrepublik Deutschland

## Schriften (Auswahl)
- Lord Palmerston und die Einigung Deutschlands. Die englische Politik von der Paulskirche bis zu der Dresdner Konferenzen (1848–1851) (= Historische Studien. H. 384). Matthiesen, Lübeck u. a. 1961.
- Sieben Argumente für Europa. Plädoyer für den europäischen Bundesstaat. Europa-Union-Verlag, Bonn 1976.
- Rassenstaat, Ständestaat, Gottesstaat? Südafrikas Versuch, aus der Geschichte auszuwandern. Klett-Cotta, Stuttgart 1977, ISBN 3-12-910230-2.
- Auf verlorenem Posten. Die Frankfurter Zeitung im Dritten Reich. Siedler, Berlin 1986, ISBN 3-88680-223-X.
- Hugo Preuß. Studien zur Ideen- und Verfassungsgeschichte der Weimarer Republik (= Schriften zur Verfassungsgeschichte. Bd. 60). Duncker und Humblot, Berlin 2000, ISBN 3-428-10019-0.